# Veľké Bierovce
Veľké Bierovce (ungarisch Nagybiróc) ist eine Gemeinde im Nordwesten der Slowakei mit 701 Einwohnern (Stand 31. Dezember 2024) und gehört zum Okres Trenčín, einem Teil des Trenčiansky kraj.

## Geographie
Die Gemeinde befindet sich in der Tallandschaft Považské podolie, genauer noch in der Untereinheit Trenčianska kotlina (deutsch etwa „Trentschiner Talkessel“). Am östlichen Ortsrand vorbei fließen die Bäche Soblahovský potok und Turniansky potok, die zusammen in die Waag südwestlich des Ortes münden. Das Ortszentrum liegt auf einer Höhe von 202 m n.m. und ist zehn Kilometer von Trenčín entfernt.
Nachbargemeinden sind Opatovce im Norden, Trenčín im Nordosten, Trenčianska Turná im Osten, Trenčianske Stankovce im Süden, Adamovské Kochanovce im Südosten und Chocholná-Velčice im Westen.

## Geschichte
Der Ort wurde zum ersten Mal 1300 als Bur schriftlich erwähnt und betrifft den örtlichen Priester. Das Dorf gehörte lange Zeit zum Herrschaftsgebiet der Burg Trentschin. 1550 wohnten im Dorf insgesamt zwölf Bauernfamilien, 1623 waren es 13 Bauernfamilien und ein freier Richter. 1828 zählte man 45 Häuser und 391 Einwohner, deren Haupteinnahmequellen Landwirtschaft, Viehhaltung und Fischerei waren. Bis zur Regulierung der Waag wurde das Dorf durch Hochwasser mehrmals in Mitleidenschaft gezogen.
Bis 1918 gehörte die im Komitat Trentschin liegende Gemeinde zum Königreich Ungarn und kam danach zur Tschechoslowakei beziehungsweise heute Slowakei.

## Bevölkerung
| Jahr                | 1994 | 2004    | 2014     | 2024    |
| ------------------- | ---- | ------- | -------- | ------- |
| Anzahl der Personen | 605  | 604     | 678      | 701     |
| Unterschied         |      | −0,16 % | +12,25 % | +3,39 % |

| Jahr                | 2023 | 2024    |
| ------------------- | ---- | ------- |
| Anzahl der Personen | 697  | 701     |
| Unterschied         |      | +0,57 % |

Nach der Volkszählung 2011 wohnten in Veľké Bierovce 650 Einwohner, davon 634 Slowaken, 2 Tschechen sowie jeweils 1 Magyare und Russine. 12 Einwohner machten keine Angabe zur Ethnie.
529 Einwohner bekannten sich zur römisch-katholischen Kirche, 69 Einwohner zur Evangelischen Kirche A. B., 5 Einwohner zur griechisch-katholischen Kirche sowie jeweils ein Einwohner zu den Baptisten und zur Pfingstbewegung. 27 Einwohner waren konfessionslos und bei 15 Einwohnern wurde die Konfession nicht ermittelt.

## Bauwerke
- römisch-katholische Martinskirche aus dem Jahr 1776
- Glockenturm im klassizistischen Stil aus dem 19. Jahrhundert